# Usera
Usera est un des vingt-et-un arrondissements de la ville de Madrid. D'une superficie de 770,28 hectares, il accueille 142 894 habitants en 2020.

## Géographie
Usera est situé dans le sud de la capitale et présente un territoire de forme triangulaire limité par le Manzanares au nord et à l'est, la M-40 au sud et l'A-42 à l'ouest. La principale artère de circulation de l'arrondissement est la rue Marcelo-Usera qui le traverse dans sa partie nord de la place Fernández-Ladreda (« Éliptique ») à l'ouest à la glorieta de Cadix au nord-est.
L'arrondissement est divisé en sept quartiers (barrios) :

Les quartiers d'Usera.

- Orcasitas
- Orcasur
- San Fermín
- Almendrales
- Moscardó
- Zofío
- Pradolongo

## Histoire
L'arrondissement doit son nom à un quartier de l'ancienne commune de Villaverde, formé de terrains appartenant à Tío Sordillo, un agriculteur dont la fille avait épousé le colonel Marcelo Usera (1874-1955). Celui-ci, considérant que l'urbanisation de ces terrains serait plus rentable que de les cultiver, procéda à leur vente entre 1925 et 1930.